# 고양이 마사지
고양이 마사지(Cat massage)는 고양이의 건강한 순환계와 관절을 유지하기 위해 물리치료사와 애완동물 주인이 사용하는 방법이다.

## 효과
고양이를 만지고, 쓰다듬고, 쓰다듬는 것은 사이토카인이라고 불리는 화학물질의 방출을 자극할 수 있는데, 이것은 다시 뇌가 엔돌핀을 방출하도록 신호를 보낸다.
마사지 요법은 예방 조치와 애완동물이 견뎌낼 수 있는 고통의 해결책으로 고양이에게 주는 것과 유사한 이점을 가질 수 있다. 고양이 마사지는 불안한 동물을 진정시키기 위해 사용될 수 있다. 고양이 마사지는 또한 주인의 혈압을 낮추어 양쪽 모두에게 이완 기술로 작용할 수 있다. 고양이 마사지는 주인과 고양이 사이의 친근함과 친밀감을 키우는 데 유용하다.
고양이를 마사지하는 것은 또한 주인이 고양이의 피부에 나타날 수 있는 이상을 파악할 수 있도록 도움을 준다.
마사지는 관절염을 앓고 있는 고양이의 이동성과 유연성을 증가시킬 수 있다. 수술을 받은 고양이의 재활을 재촉하는 대안일 수도 있다. 마사지 치료는 고양이의 소화기 계통, 털, 피부에 긍정적인 영향을 미칠 수 있다.

## 단점
고양이에게 마사지 요법이 적극 권장되지만, 고양이 주인들은 열이 많은 고양이나 암에 걸린 이들은 마사지를 피하는 것이 좋다.
아물지 않은 상처, 불안정한 골절 주변, 또는 고양이가 고통을 겪고 있을 때 마사지를 실시해서는 안 된다. 마사지는 혈액 응고 문제가 있는 고양이에게 주의해서 시행되어야 한다. 종양 위에 직접 마사지하면 안된다.
고양이 주인들은 고양이에 물린 상처와 긁힌 상처는 상처의 위치와 깊이에 따라 다양한 위험한 감염과 연관될 수 있기 때문에 주의해야 한다.

## 기술
피부 이상이나 기생충이 있는지 확인하기 위해 고양이를 쓰다듬는다. 주인들은 마사지를 하는 동안 고양이의 호불호를 고려해야 한다. 고양이들에게 마사지를 강요해서는 안 된다. 고양이들이 귀 뒤에서 애정을 받는 것을 더 잘 받아들일 수 있기 때문에, 공통적으로 시작할 수 있는 장소이다. 고양이가 쓰다듬는 것에 대해 반감을 보인 부분은 피해야 한다. 예를 들어, 만약 고양이가 배를 쓰다듬는 것을 좋아하지 않는다면, 주인은 이 부위를 마사지하려고 시도해서는 안 된다. 최대한 부드럽게 해줘야 한다.
고양이가 편안함을 보인 후, 주인들은 그들의 편안한 손을 사용하여 머리부터 꼬리까지 쓰다듬기 시작할 수 있다. 이 동작을 연습하는 동안, 주인들은 혹이나 돌기와 같은 이상을 찾을 수 있다. 혈액순환을 촉진하고 조직을 따뜻하게 하는데 도움이 된다. 고양이 몸에 손가락 끝을 사용하여 꼬리를 포함한 작은 원을 그리면서 원형 마찰을 할 수 있다.